# Jetzt mal Klartext!
Jetzt mal Klartext! ist eine vom hr-fernsehen, Studio Kassel, an verschiedenen Orten in Hessen produzierte Infotainment-Talkshow mit Bürgern. Die unter dem Namen Wilde Camper im März 2017 gestartete Sendung wurde im Oktober 2018 in Jetzt mal Klartext! umbenannt. Unter diesem Namen wurden acht Sendungen produziert, die letzte wurde im März 2020 gesendet.

## Sendungskonzept
Das Moderatoren-Team Julia Tzschätzsch und Daniel Mauke fährt mit Kamerateam und Wohnwagen („mobiles Fernsehstudio“) zu einem meist ländlichen Ort in Hessen. Dort diskutieren sie mit Anwohnern in lockerer Atmosphäre am Campingtisch vor dem Wohnmobil „Themen, die die Hessen bewegen“ mit „viel Herzblut bei regionalem Essen und Musik“. Durch spielerische Einlagen ("Knallhart") und andere Aktionen agieren die Moderatoren zugleich als Showmaster und Animateure. Gelegentlich werden Experten, Politiker oder Prominente eingeladen, um mitzudiskutieren. Die bürgernahe mobile Talkshow mit regionalem Bezug hat den Anspruch, auf unterhaltsame Weise „den Dingen auf den Grund zu gehen“. In der ersten Folge war Autor und Business-Knigge-Coach Danny Morgenstern als Moderator mit dabei. Mit der Umbenennung der Sendung am 24. Oktober 2018 wurde ein "Klartext-Buzzer" eingeführt, der es den anwesenden Bürgern ermöglichen soll, jederzeit das laufende Gespräch durch einen eigenen Redebeitrag zu unterbrechen. Auf spielerische Einlagen der Moderatoren sowie nicht themenbezogene Unterhaltungselemente (z. B. Kochrezepte, Auftritt lokaler Musiker) in den Wilde Camper Sendungen wurde zugunsten von sachbezogenen Einspielern ("Klar erklärt") in den Jetzt mal Klartext! Sendungen verzichtet. Die Hintergründe für die Änderung des Sendungskonzepts sowie die Umbenennung der Sendung wurden vom Hessischen Rundfunk nicht explizit kommuniziert.
Ein ähnliches Format haben die Sendungen Jetzt red i im BR-Fernsehen, Ihre Meinung im WDR-Fernsehen, mal ehrlich.. im SWR-Fernsehen, Bürgeranwalt im ORF und Wir müssen reden - der phoenix Bürgerabend in Phoenix.

## Inhalte der Sendungen
Die 7 unter dem Namen Wilde Camper produzierten Sendungen thematisierten meist aktuelle kommunalpolitische Probleme (Nahversorgung, Ärztemangel, demographischer Wandel) und Fragen der Dorfentwicklung im ländlichen Raum Hessens:
- Sellnrod im Vogelsbergkreis: Lebenswert, oder kann das weg?[17]
- Weißenborn: Das ärmste Dorf Hessens – arm, aber glücklich?[18][19]
- Gallus: Frankfurt – nur noch für Reiche? Luxus-Sanierungen treiben die Mieten in die Höhe.[20]
- Heringen: Hessens letzte Bergbauregion. Wenn das Unternehmen K+S Kali GmbH schwächelt, spürt das die ganze Region.[21][22][23]
- Homberg (Efze): Tote Hose in Hessens Kleinstädten. Die kleinen Altstädte Hessens kämpfen ums Überleben. Keine Besucher, keine Kunden, immer mehr Händler geben auf. Zurück bleiben leere Läden und tote Marktplätze.[24]
- Hofgeismar: Mangelware Arzt! Eine beunruhigende Vorstellung: Man wird krank, und es ist kein Arzt erreichbar. Das ist traurige Realität in vielen hessischen Kommunen.[25]
- Fulda: Brummilärm in unseren Städten! Lärm und Gestank – wie Hessens Dörfer unter Brummi-Kolonnen leiden.[26][27]

Unter dem seit Oktober 2018 neuen Namen Jetzt mal Klartext! produzierte Sendungen:
- Waldeck: Massentierhaltung vor der eigenen Haustür – Grund zur Sorge ?[28][29]
- Ahnatal: Trauma Wohnungseinbruch – Warum werden so wenige Täter geschnappt ?[30][31]
- Münchholzhausen: Straßenbaubeitrag – Straße saniert, Bürger ruiniert ![32][33][34]
- Bad Hersfeld: Hilfe, mein Krankenhaus schließt ![35][36][37][38][39][40]
- Bad Hersfeld: Fridays for Future - Wann tut ihr endlich was fürs Klima ?[41]
- Wolfhagen: Klinik in Wolfhagen vor dem Aus ?[42][43][44]
- Wiesbaden: Unterricht ungenügend - Lehrermangel in Hessen[45][46][47]
- Wetzlar: Panikmache oder echte Gefahr ? – Coronavirus Sars-Cov-2 in Hessen[48]

## Rezeption und Kritik
Über die Sendungen wird in der jeweiligen Lokalpresse berichtet.